# Josep Ubeda i Francés

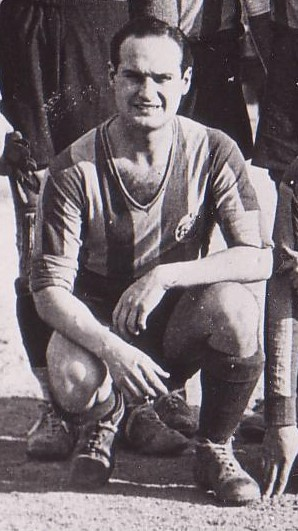

Josep Ubeda i Francés (Poblenou, Barcelona, 1911 - Barcelona, 3 de gener de 1971) fou un futbolista professional català dels anys 1930 i 1940.

## Trajectòria
El seu primer equip va ser el CE Júpiter, on, l'any 1929, va ser Campió de Catalunya de Quarts Equips (juvenils).
L'any 1930, amb 19 anys, fitxà pel primer equip de l'EC Granollers, i va esdevenir un bon extrem esquerre. Hi romangué fins a l'any 1932; havia disputat 30 partits i marcat 12 gols. Participà en el Campionat de Catalunya de Segona Preferent. L'agost de 1932 va tornar al CE Júpiter, on arribà a jugar al Campionat de Catalunya de Primera Categoria i a la Tercera Divisio d'Espanya. Així si, només jugà 5 partits. L'any 1933 fitxà per la UE Sant Andreu. Hi romangué fins a l'any 1937, disputant 109 partits i marcant 32 gols. Disputant el Campionat de Catalunya de Segona Preferent i el Campionat de Catalunya de Primera B. Va ser la seva millor etapa. El 12 de setembre de 1936 va participar en el "II Critèrium dels Asos" a la piscina de Montjuïc. Va formar part de la directiva del "Sindicat de Professionals del Futbol".
L'any 1937 jugà alguns partits amb CE Europa. El 1939 tornà a fitxar pel Granollers. Hi romangué fins a l'any 1941 i disputà partits a Segona i Tercera Divisió Espanyola. Va jugar un partit del darrer Campionat de Catalunya de Primera categoria contra el Barça. Va ser el 24 de setembre de 1939. L'any 1941 va fitxar per la UD Gracia, equip desaparegut. Hi romangué fins a l'any 1944. Disputant partits de Primera Regional Catalana. El seu darrer equip professional va ser FC Santboià.